# سان جیورجیو ا لیری
سان جیورجیو ا لیری (به ایتالیایی: San Giorgio a Liri) یک کومونه در ایتالیا است که در استان فروزینونه واقع شده‌است. سان جیورجیو ا لیری ۱۵٫۶ کیلومتر مربع مساحت و ۳٬۱۸۷ نفر جمعیت دارد و ۳۸ متر بالاتر از سطح دریا واقع شده‌است.